# Battaglia di Amida
La battaglia di Amida fu un episodio delle guerre romano-persiane: venne combattuta nel 359, quando l'esercito dei Sasanidi, guidati dal re Sapore II assediò e conquistò la fortezza frontaliera di Amida, strappandola all'Impero romano.

## Campagna di Sapore
Dopo essere salito al trono, Sapore II iniziò una campagna contro l'Impero romano che lo portò sconfiggere le truppe dell'imperatore Costanzo II, senza però ottenere grandi guadagni territoriali. La campagna dovette essere interrotta per far fronte alla minaccia posta dalle popolazioni nomadi: dopo aver sconfitto gli Arabi a sud, Sapore riuscì a soggiogare (353-358) le popolazioni nomadiche orientali, tra le quali c'erano gli Unni, garantendosi la loro alleanza nella successiva campagna a occidente contro i Romani, iniziata nel 359.
Sapore penetrò in territorio romano, ottenendo la resa di diverse piazzeforti del nemico, ma dovette fermare la sua avanzata davanti alla fortezza di Amida, difesa dalle truppe di Ursicino e intenzionata a resistergli.

## Assedio
I Sasanidi iniziarono un assedio che durò settantatré giorni, che venne descritto dallo storico Ammiano Marcellino, presente all'evento come collaboratore di Ursicino. Ecco come ci descrive Ammiano Marcellino l'arrivo del "Re dei Re" Sapore II, sotto le mura di Amida:
(Ammiano Marcellino, Storie, XIX, 1.1-5.)
Gli attacchi portati con le macchine di assedio vennero ripetutamente respinti, con gravi danni per le macchine stesse. Si racconta che dopo i primi scontri dove perse la vita il figlio di Grumbate, re dei Chioniti, l'armata sasanide tornò all'attacco, disponendo le sue truppe tutte intorno alla città:
(Ammiano Marcellino, Storie, XIX, 2.2-8)
Dal canto loro, i difensori dovettero subire una pestilenza, che finì dopo dieci giorni grazie ad una leggera pioggia. La città cadde a seguito di un attacco notturno, portato simultaneamente da Sapore e Grumbates con torri d'assedio e frecce incendiarie come ci descrive Ammiano:
(Ammiano Marcellino, Storie, XIX, 5.1.)

## Conseguenze
Ursicino, che riuscì a fuggire al nemico, venne considerato responsabile della caduta della fortezza e destituito.
Sapore continuò la sua avanzata, fino alla conquista di Singara e Bezabde (360). La guerra venne ripresa con la campagna sasanide dell'imperatore Giuliano (363), che però fu disastrosa, in quanto Giuliano morì e il suo successore, Gioviano, accettò di cedere ai Sasanidi i territori dal Tigri a Nisibis.